# 莫伯利山
莫伯利山（英語：Mount Moberly）是南極洲的山峰，位於帕默群島的昂韋爾島南部，從法蘭西山向西南面延伸，海拔高度1,535米，現時由南極條約體系管理。